# خوران أبراهاميان
خوران أبراهاميان(الأرمينية: Խորեն Բաբկենի Աբրահամյան، 1 أبريل 1930، يريفان - 10 ديسمبر 2004) هو الممثل والمخرج الأرمني، وفنان الشعب في اتحاد الجمهوريات الاشتراكية السوفياتية. درس في معهد يريفان للمسرح والفنون الجميلة وتخرج في عام 1951. منذ عام 1951 عمل في مسرح سوندوكيان الأكاديمي في يريفان كممثل.
بعض الأفلام التي كتبها أبراهاميان هي الأخوة سارويان مثل جيفورج أبراهاميان، اللورد روستوم، نحن وجبالنا مثل بافل، ذا كرونيكل أيام يريفان، ترافيلس كمياسنيكي، هوب ستار في فيلم Avedis ويعيشون طويلاً باسم سيساكيان.
عمل في فيلم "1955 The First Echelon".

لوحة كنورين أبراهاميان في يريفان

دفن خوران أبراهاميان في كوميتاس بانثيون الذي يقع في وسط مدينة يريفان.

## وصلات خارجية
- خوران أبراهاميان على موقع IMDb (الإنجليزية)
- خوران أبراهاميان على موقع أول موفي (الإنجليزية)
- خوران أبراهاميان على موقع قاعدة بيانات الفيلم (الإنجليزية)
- خوران أبراهاميان على موقع كينوبويسك (الروسية)